# Pródromos (ort i Grekland, Thessalien, Trikala)
Pródromos är en ort i Grekland.   Den ligger i prefekturen Trikala och regionen Thessalien, i den centrala delen av landet, 250 km nordväst om huvudstaden Aten. Pródromos ligger 301 meter över havet och antalet invånare är 558.
Terrängen runt Pródromos är varierad. Runt Pródromos är det ganska tätbefolkat, med 75 invånare per kvadratkilometer. Närmaste större samhälle är Trikala, 15,4 km öster om Pródromos. Trakten runt Pródromos består till största delen av jordbruksmark.